# Ben Foster
Benjamin A. "Ben" Foster (n. 29 octombrie 1980) este un actor american. A jucat în filme ca The Laramie Project, Liberty Heights, Get Over It, The Punisher, Hostage, X-Men: The Last Stand, Alpha Dog, 30 Days of Night, The Messenger, Bang Bang You're Dead, The Mechanic,  Contraband, Pandorum și Lone Survivor. A fost nominalizat la categoria „cel mai bun actor în rol secundar” la Premiile Saturn și Satellite pentru rolul său din 2007 din filmul 3:10 to Yuma.

## Filmografie

### Filme
| An   | Titlu                                   | Rol                            | Note                |
| ---- | --------------------------------------- | ------------------------------ | ------------------- |
| 1996 | Kounterfeit                             | Travis                         |                     |
| 1999 | Liberty Heights                         | Ben Kurtzman                   |                     |
| 2001 | Get Over It                             | Berke Landers                  |                     |
| 2002 | The Laramie Project                     | Aaron Kreifels                 |                     |
| 2002 | Big Trouble                             | Matt Arnold                    |                     |
| 2002 | Phone Booth                             | Big Q                          | necreditat          |
| 2003 | Northfork                               | Cod                            |                     |
| 2003 | 11:14                                   | Eddie                          |                     |
| 2004 | The Punisher                            | Spacker Dave                   |                     |
| 2004 | The Heart Is Deceitful Above All Things | Fleshy Boy                     |                     |
| 2005 | Hostage                                 | Marshall "Mars" Krupcheck      |                     |
| 2006 | Alpha Dog                               | Jake Mazursky                  |                     |
| 2006 | X-Men: The Last Stand                   | Warren Worthington III / Angel |                     |
| 2007 | 3:10 to Yuma                            | Charlie Prince                 |                     |
| 2007 | 30 Days of Night                        | The Stranger                   |                     |
| 2008 | Birds of America                        | Jay                            |                     |
| 2009 | The Messenger                           | Staff Sergeant Will Montgomery |                     |
| 2009 | Blink                                   | AJ                             | Film de scurtmatraj |
| 2009 | Pandorum                                | Bower                          |                     |
| 2011 | Here                                    | Will Shepard                   |                     |
| 2011 | The Mechanic                            | Steve McKenna                  |                     |
| 2011 | 360                                     | Tyler                          |                     |
| 2011 | Rampart                                 | Terry                          | + producător        |
| 2012 | Contraband                              | Sebastian Abney                |                     |
| 2013 | North of South, West of East            | Cass                           |                     |
| 2013 | Kill Your Darlings                      | William Burroughs              |                     |
| 2013 | Ain't Them Bodies Saints                | Patrick Wheeler                |                     |
| 2013 | Lone Survivor                           | Matthew "Axe" Axelson          |                     |
| 2015 | The Program                             | Lance Armstrong                | Limited release     |
| 2016 | The Finest Hours                        | Seaman Richard Livesey         |                     |
| 2016 | Warcraft                                | Medivh                         | Post-producție      |
| 2016 | Inferno                                 | Bertrand Zobrist               | Post-producție      |
| 2016 | Comancheria                             |                                | Filmare             |

### Televiziune
| An        | Titlu                     | Rol                                  | Note                                    |
| --------- | ------------------------- | ------------------------------------ | --------------------------------------- |
| 1996–1997 | Flash Forward             | Tucker "Tuck" James                  | rol principal; 26 episoade              |
| 1998      | You Wish                  | Earl                                 | Episodul: "Future Shock"                |
| 1998      | I've Been Waiting for You | Charlie                              | film de televiziune                     |
| 1998      | Breakfast with Einstein   | Ryan                                 | film de televiziune                     |
| 1999–2000 | Freaks and Geeks          | Eli                                  | 2 episoade                              |
| 2000      | Family Law                | Jason Nelson                         | Episodul: "A Mother's Son"              |
| 2001–2002 | Boston Public             | Max Warner                           | 2 episoade                              |
| 2002      | Bang Bang You're Dead     | Trevor Adams                         |                                         |
| 2003–2005 | Six Feet Under            | Russell Corwin                       | 22 de episoade (1 necreditat)           |
| 2005      | The Dead Zone             | Darren Foldes                        | Episodul: "The Last Goodbye"            |
| 2007      | My Name Is Earl           | Glenn                                | 2 episoade                              |
| 2012      | Robot Chicken             | Orville Redenbacher / Time traveller | Voce; episodul: "Executed by the State" |